# Antonio Truyol y Serra
Antonio Truyol y Serra (Saarbrücken, Alemania, 4 de noviembre de 1913-Madrid, 1 de octubre de 2003) fue un jurista e internacionalista español.

## Biografía
Hijo de padres mallorquines, cursó en Inca y en Ginebra las primeras letras. Consagró su vida al ejercicio de la docencia e investigación universitarias en la Universidad Complutense de Madrid, particularmente en el Instituto de Derechos Humanos, y en la Universidad de Murcia en los ámbitos de la Filosofía del Derecho, el Derecho Internacional Público y las Relaciones Internacionales. En este último ámbito, el Profesor Truyol está considerado como un pionero en el estudio de la Teoría y la Ciencia de las Relaciones Internacionales en España. Como tal, fue el impulsor y director del actual Departamento de Derecho Internacional Público y Relaciones Internacionales (Estudios Internacionales) de la Facultad de Ciencias Políticas de la Universidad Complutense de Madrid y maestro de los principales especialistas españoles en la materia de las Relaciones Internacionales. Entre sus discípulos, cabe destacar a los internacionalistas Juan Antonio Carrillo Salcedo, Celestino del Arenal y Francisco Aldecoa.
Como jurista de reconocido prestigio, Antonio Truyol fue nombrado Magistrado del Tribunal Constitucional del Reino de España, cargo que ejerció entre 1981 y 1990. Su mandato se caracterizó por la independencia jurídica, inclinándose en ocasiones por tesis contrarias a las sostenidas por el gobierno, como en el caso de la expropiación del holding Rumasa y la ley del aborto.

## Obras
- La sociedad internacional. Madrid : Alianza, 2006
- Historia de la Filosofía del Derecho y del Estado. 3, Idealismo y positivismo. Madrid : Alianza Editorial, 2004
- De una sociedad internacional fragmentada a una sociedad mundial en gestación : (a propósito de la globalización). Madrid : Universidad Complutense de Madrid, Departamento de Derecho Internacional Público y Relaciones Internacionales : Colegio Nacional de Doctores y Licenciados en Ciencias Políticas y Sociología, 2003
- La integración europea : análisis histórico-institucional con textos y documentos. I, Génesis y desarrollo de la Comunidad europea, (1951-1979. Madrid : Tecnos, D.L. 1999
- Historia de la filosofía del derecho y del Estado. 1, De los orígenes a la Baja Edad Media. Madrid : Alianza, 1998
- Historia del derecho internacional público; versión española de Paloma García Picazo. Madrid : Tecnos, 1998
- Histoire du droit internatinal public. Paris : Économica, 1995
- Historia de la filosofía del derecho y del Estado. 2, Del Renacimiento a Kant. Madrid : Alianza Editorial, 1995
- Théorie du droit international public : cours général. Dordrecht [etc.] : Martinus Nijhoff, 1992